# بریس ماوبلو
بریس ماوبلو (انگلیسی: Brice Maubleu؛ زادهٔ ۱ دسامبر ۱۹۸۹) بازیکن فوتبال اهل فرانسه است.
از باشگاه‌هایی که در آن بازی کرده است می‌توان به باشگاه فوتبال تور و باشگاه فوتبال گرونوبل فوت ۳۸ اشاره کرد.